# Большой Тальник
Большой Тальник — река на полуострове Камчатка в России. Протекает по территории Мильковского района. Длина реки — около 18 км.
Начинается на западном склоне горы Ветловая Первая, в долине, покрытой берёзовым лесом. Течёт в северо-западном направлении. Впадает в реку Сево справа на расстоянии 15 км от её устья на высоте 163,4 метра над уровнем моря в урочище У Харемины. В низовье разделяется на несколько проток.
По данным государственного водного реестра России относится к Анадыро-Колымскому бассейновому округу.
- Код водного объекта — 19070000112120000013376[2].